# Blue Rapids
Blue Rapids és una població dels Estats Units a l'estat de Kansas. Segons el cens del 2000 tenia 1.088 habitants.

## Demografia
Segons el cens del 2000, Blue Rapids tenia 1.088 habitants, 439 habitatges, i 295 famílies. La densitat de població era de 204 habitants per km².
Dels 439 habitatges en un 30,5% hi vivien nens de menys de 18 anys, en un 56,3% hi vivien parelles casades, en un 6,8% dones solteres, i en un 32,8% no eren unitats familiars. En el 30,1% dels habitatges hi vivien persones soles el 16,2% de les quals corresponia a persones de 65 anys o més que vivien soles. El nombre mitjà de persones vivint en cada habitatge era de 2,39 i el nombre mitjà de persones que vivien en cada família era de 2,97.
Per edats la població es repartia de la següent manera: un 25,1% tenia menys de 18 anys, un 7,3% entre 18 i 24, un 23,1% entre 25 i 44, un 22,3% de 45 a 60 i un 22,2% 65 anys o més.
L'edat mediana era de 41 anys. Per cada 100 dones de 18 o més anys hi havia 93,6 homes.
La renda mediana per habitatge era de 30.682$ i la renda mediana per família de 37.273$. Els homes tenien una renda mediana de 30.066$ mentre que les dones 18.214$. La renda per capita de la població era de 16.859$. Entorn del 9,3% de les famílies i el 13% de la població estaven per davall del llindar de pobresa.

## Poblacions més properes
El següent diagrama mostra les poblacions més properes.